# Reptilarium-aquarium di San Marino
Il Reptilarium - Aquarium è stato un museo privato della Repubblica di San Marino.
Il museo raccoglieva diverse specie di pesci e di rettili e funge da centro di studi sugli animali presenti. 
Ha chiuso nel 2013 e gli animali sono stati portati al Safari del parco divertimenti Mirabilandia a Ravenna dopo che il proprietario era stato anche morso da un crotalo.